# Quetosomatídeos
Os quetosomatídeos (Chaetosomatidae) são uma pequena família de coleópteros polífagos.

## Taxonomia
- Gènero Chaetosoma Westwood, 1851
  - Chaetosoma scaritides Westwood, 1851
- Género Chaetosomodes Broun, 1921
  - Chaetosomodes halli Broun, 1921
- Género Malgassochaetus Ekis & Menier, 1980
  - Malgassochaetus cordicollis (Menier & Ekis, 1982)
  - Malgassochaetus crowsoni Ekis & Menier, 1980
  - Malgassochaetus descarpentriesi Ekis & Menier, 1980
  - Malgassochaetus pauliani Ekis & Menier, 1980
  - Malgassochaetus penicillatus Menier & Ekis, 1982
  - Malgassochaetus quadraticollis (Menier & Ekis, 1982)
  - Malgassochaetus sogai Menier, 1991
  - Malgassochaetus viettei Menier & Ekis, 1982